# Clarke County, Georgia
Clarke County är ett administrativt område i delstaten Georgia, USA, med 116 714 invånare.  Den administrativa huvudorten (county seat) är Athens.

## Geografi
Enligt United States Census Bureau har countyt en total area på 314 km². 313 km² av den arean är land och 1 km² är vatten.

### Angränsande countyn
- Madison County, Georgia – nordost
- Oglethorpe County, Georgia – ost och sydost
- Oconee County, Georgia – syd och sydväst
- Barrow County, Georgia – väst
- Jackson County, Georgia – nordväst